# Qüestionari CAGE
El qüestionari CAGE o test CAGE és un mètode àmpliament utilitzat per a la detecció de l'alcoholisme. CAGE és un acrònim en anglès de les seves quatre preguntes: Cut, Annoyed, Guilty i Eye-opener (⇒ tallar de beure, molest, culpable i obrir els ulls, en llevar-se).
En la versió en català són:
- Ha tingut algun cop la impressió que hauria de beure menys?
- L'ha amoïnat alguna vegada que la gent li critiqués la seva manera de beure?
- S'ha sentit alguna vegada culpable pel seu hàbit de beure?
- Alguna vegada li ha passat que la primera cosa que ha fet al matí ha estat beure una copa per calmar els nervis?

Puntuació: 1 punt per resposta afirmativa.
Correcció: 1 punt és indici de problemes amb l'alcohol; 2 o més punts és sospita de dependència amb l'alcohol.